# Embajadores de Uruguay
Los Embajadores de Uruguay son elegidos por el Poder Ejecutivo en ejercicio, en particular por la autoridad del Ministro de Relaciones Exteriores.

## Generalidades
A una misión diplomática permanente se le llama, usualmente, embajada y a quien encabeza la misión se le conoce como embajador. 
El papel de una misión diplomática es el de proteger los intereses del estado acreditante en el país receptor dentro de los límites establecidos por el derecho internacional; negociar con el gobierno del estado anfitrión lo que el emisor demanda o espera; enterarse, por vía legal, de las condiciones y desarrollos del estado receptor y reportarlos al gobierno del estado acreditante; promover las relaciones amistosas entre ambos estados y fomentar su crecimiento económico, cultural y científico.

## Embajadores Uruguayos en el mundo
| País                   | Embajador/a               | Concurrencia                                             |
| ---------------------- | ------------------------- | -------------------------------------------------------- |
| Alemania               |                           |                                                          |
| Aladi y Mercosur       | Jimena Fernández          |                                                          |
| Arabia Saudita         |                           | Baréin, Irák, Kuwait y Omán                              |
| Argentina              | Diego Cánepa              |                                                          |
| Armenia                | Eduardo Rosenbrock Bidart |                                                          |
| Australia              | Dianela Pi                | Fiyi, Nueva Zelanda y Timor Oriental                     |
| Austria                |                           | Hungría, República Checa y Eslovaquia                    |
| Bélgica                |                           | Luxemburgo                                               |
| Bolivia                |                           |                                                          |
| Brasil                 | Rodolfo Nin Novoa         |                                                          |
| Canadá                 |                           |                                                          |
| Catar                  |                           |                                                          |
| Chile                  |                           |                                                          |
| China                  | Aníbal Cabral             | Macao y Mongolia                                         |
| Ciudad del Vaticano    | Juan Raúl Ferreira        | Orden de Malta                                           |
| Colombia               |                           |                                                          |
| Corea del Sur          |                           | Filipinas                                                |
| Costa Rica             | José Luis Cancela         |                                                          |
| Cuba                   | Juan Canessa              | Jamaica                                                  |
| Ecuador                | Fernando Sandin           |                                                          |
| Egipto                 |                           | Jordania, Libia y Túnez                                  |
| El Salvador            | Alejandra Costa           |                                                          |
| Emiratos Árabes Unidos | César Rodríguez           |                                                          |
| España                 | Bernardo Greiver          | Andorra y Marruecos                                      |
| Estados Unidos         | Daniel Castillos          |                                                          |
| Etiopía                | Mario Silva               | Kenia                                                    |
| Finlandia              | Patricia Benítez          | Estonia y Letonia                                        |
| Francia                |                           | Argelia, Mónaco y Senegal                                |
| Ginebra                | Gabriel Bellón            |                                                          |
| Gran Bretaña           |                           | Irlanda e Islandia                                       |
| Grecia                 | Luis Iribarne             | Montenegro                                               |
| Guatemala              |                           | Honduras y Belice                                        |
| Indonesia              |                           |                                                          |
| India                  |                           | Bangladés y Sri Lanka                                    |
| Irán                   |                           | Pakistán                                                 |
| Israel                 |                           |                                                          |
| Italia                 |                           | Albania, Croacia, Eslovenia, Malta y San Marino          |
| Japón                  |                           |                                                          |
| Líbano                 |                           | Chipre y Siria                                           |
| Malasia                | Diego Peluffo             | Brunéi, Camboya y Tailandia                              |
| México                 | Aníbal Cabral             |                                                          |
| OMC                    | Alejandra de Bellis       |                                                          |
| OEA                    | Edison Lanza              |                                                          |
| ONU                    | Laura Dupuy               |                                                          |
| Palestina              |                           |                                                          |
| Países Bajos           |                           |                                                          |
| Panamá                 |                           | Bahamas, Guyana y Surinam                                |
| Paraguay               | Marcelo Blanco            |                                                          |
| Perú                   | Silvana Montes de Oca     |                                                          |
| Portugal               | Carolina Ache Batlle      |                                                          |
| República Dominicana   |                           | Barbados, Haití y San Cristóbal y Nieves                 |
| Rumania                |                           | Macedonia, Bulgaria, Georgia, Moldavia, Serbia y Turquía |
| Rusia                  |                           | Azerbaiyán, Kazajistán, Bielorrusia y Uzbekistán         |
| Sudáfrica              |                           | Botsuana, Congo, Mozambique, Namibia y Nigeria           |
| Suecia                 | Carlos Hitto              | Dinamarca y Noruega                                      |
| Suiza                  | Gabriela Civila           | Liechtenstein                                            |
| UNESCO                 | Beatriz Argimón           |                                                          |
| Venezuela              |                           | Trinidad y Tobago                                        |
| Vietnam                |                           | Singapur                                                 |